# Teodor Szarwark
Teodor Szarwark (ur. 8 czerwca 1939 w Woli Rogowskiej, zm. 25 lipca 2021 w Tarnowie) – polski duchowny katolicki, doktor filozofii, były korespondent Biura Prasowego Konferencji Episkopatu Polski oraz pracownik Kurii Diecezjalnej w Tarnowie i Wydawnictwa Diecezji Tarnowskiej Biblos, autor ponad stu publikacji o charakterze homiletycznym i rekolekcyjnym.

## Życiorys
Był synem Franciszka i Marii z domu Kulesa. Maturę złożył w 1958 roku w Radłowie. Wstąpił do Wyższego Seminarium Duchownego w Tarnowie, a po ukończeniu studiów filozoficzno-teologicznych otrzymał święcenia kapłańskie z rąk bpa Jerzego Ablewicza w dniu 28 czerwca 1964 roku. Jako wikariusz pracował w następujących parafiach: Grobla (1964–1966), Dębica – Matki Bożej Anielskiej (1966–1967), Krynica-Zdrój – Wniebowzięcia NMP (1972–1975) i Mielec – św. Mateusza (1975–1977).
W latach 1967–1972 odbył studia specjalistyczne w Katolickim Uniwersytecie Lubelskim, które zakończył doktoratem z filozofii. W latach 1977–1990 był referentem w Wydziale Duszpasterstwa Ogólnego Kurii Diecezjalnej w Tarnowie oraz korespondentem Biura Prasowego Konferencji Episkopatu Polski. W latach 1990–2010 był zastępcą dyrektora Wydawnictwa Diecezji Tarnowskiej „Biblos”. Jest też autorem ok. 130 pozycji o charakterze homiletycznym i rekolekcyjnym, m.in. kazań tematycznych, okolicznościowych, jak i książek na temat wiary skierowanych do konkretnego odbiorcy: młodzieży, rodziców, małżonków i starszych. Przez lata cieszyły się one niezwykłą popularnością.
16 grudnia 1977 otrzymał diecezjalne odznaczenie Expositorium Canonicale, a 20 grudnia 1983 diecezjalny przywilej Rochettum et Mantolettum, zaś w dniu 23 lutego 2004 roku został obdarzony godnością Kanonika honorowego kapituły kolegiackiej w Bochni.
Zmarł 25 lipca 2021 r. i został pochowany na cmentarzu we wsi urodzenia.

## Wybrane publikacje
- Z Maryją oddajemy Jezusowi pokłon. Adoracje dla każdego, Tarnów 2001
- W krainie życia będę widział Boga. Homilie pogrzebowe, Tarnów 2001
- O miłości potężnej jak śmierć. Konferencje na temat miłości małżeńskiej, Tarnów 2001
- Nasza Przewodniczka Duchowa. Rekolekcje z bł. Karoliną Kózkówną, Tarnów 2001[4]